# Snow Crash
Snow Crash è un romanzo di fantascienza postcyberpunk di Neal Stephenson pubblicato nel 1992.
Stephenson spiega il significato del termine "snow crash" nel suo saggio In the Beginning... was the Command Line come un particolare stato dei primi computer Apple Macintosh in seguito ad un crash di software dicendo:

## Ambientazione
Snow Crash è ambientato in America intorno alla fine del ventesimo secolo, un'America in balia dei franchise, delle corporation e di un'economia capitalistica fuori controllo, dove ormai anche l'autorità statale ha ceduto il passo al potere economico delle grosse multinazionali, riducendosi essa stessa ad una sorta di franchise e delineando così una situazione di anarco-capitalismo.
La maggior parte del territorio degli Stati Uniti d'America è stato extra-territorializzato finendo a comporre le innumerevoli enclave in franchising, ognuno con la propria catena, come la "Super HongKong di Mr. Lee" o "Le Porte del Paradiso" del Reverendo Wayne, "Narcolombia", oppure la "Nuova Sicilia" di proprietà della "Mafia", la quale è divenuta una corporation multinazionale.
È un'America popolata da fattorini che consegnano pizze per "CosaNostra Pizza" su auto ultra potenti per riuscire a rispettare i tempi, corrieri (korieri) che surfano nel traffico sfruttando la velocità delle auto a cui si arpionano con elettromagneti, e volano sull'asfalto sconnesso sopra i loro skateboard iper tecnologici con ruote intelligenti, meta-sbirri coperti di armi futuristiche e unità cyborg di sicurezza. Intorno a tutto questo esiste il Metaverso, realtà virtuale 3D condivisa sulla rete mondiale a fibre ottiche, alla quale è possibile accedere anche da terminali pubblici e dove si viene rappresentati in tre dimensioni dal proprio avatar che consente di camminare liberamente tra bar, negozi e posti alla moda come il locale privato "Sole Nero". Questo crea una sorta di doppia ambientazione portando il racconto su due realtà parallele, che si intrecciano e si mescolano sino ad arrivare alla soluzione dei tanti misteri.

## Trama
Hiro vola a velocità assurda con la sua auto super veloce sulle autostrade private di Los Angeles, alle prese con una difficile consegna di Pizza per conto di "CosaNostra Pizza". Egli è infatti obbligato a consegnare le Pizze entro 30 minuti dall'ordine: in caso contrario il cliente non dovrà sborsare un soldo e riceverà una visita e le scuse formali del capo della Mafia in persona, oltre ad una notevole dose di notorietà televisiva. Inutile dire che fine farebbe un fattorino che si trovasse nell'impossibilità di consegnare la Pizza: la Mafia e Zio Enzo potrebbero prendere la cosa come un insulto personale.
In questa circostanza Hiro incontrerà Y.T. (una skater-korriere della compagnia RadiKS), che lo aiuterà ad uscire dalla difficile situazione consegnando per lui la famigerata pizza giusto in tempo; da questo incontro nasce una collaborazione di affari tra i due personaggi e anche una profonda amicizia, che coinvolge anche Vitaly Chernobyl.
Hiro viene a conoscenza dell'esistenza dello Snow Crash da Juanita, la sua ex, la quale lo mette in guardia, spiegandogli che nella realtà è una droga mentre nel Metaverso è un potente virus informatico, in grado di intaccare, oltre ai computer, anche il cervello di ogni hacker che ne venga in contatto.
Dopo che Hiro assiste al contagio di Da5id per mano di Raven, incomincia ad indagare sulle connessioni che lo Snow Crash ha con la cultura Sumerica, Raven, il magnate della fibra ottica L. Bob Rife ed il suo Raft.
In questo compito verrà aiutato da Y.T. e dal Bibliotecario, un raffinato software in 3D per la ricerca di informazioni nella rete, scritto da Lagos, il primo ad interessarsi al Metavirus.
Nel procedere con le ricerche Hiro scopre che lo Snow Crash è un metavirus neuro linguistico molto antico, che affonda le sue radici nel culto di Asherah e risalirebbe a dopo la vicenda Biblica della Torre di Babele e l'origine delle Lingue.
Asherah sarebbe portatore di un pericoloso virus biologico e linguistico, che fu fermato nella civiltà Sumerica dal dio Enki attraverso uno stratagemma conosciuto poi come "Torre di Babele".
(Nel libro si fa riferimento anche ad idee di Julian Jaynes dal The Origin of Consciousness in the Breakdown of the Bicameral Mind del 1976).
L'idea di base è che nell'antica civiltà Sumerica si utilizzasse una sorta di linguaggio primordiale, interpretato dalla mente umana attraverso le strutture profonde del cervello, questa viene messa in relazione alla glossolalia conosciuta anche come il dono di "parlare in altre lingue".
A questo punto Hiro trova il parallelismo con i computer e il loro linguaggio a basso livello, il linguaggio binario, che è comprensibile a tutti i computer, e paragona invece le lingue moderne ai linguaggi di programmazione di alto livello, leggibili dagli umani, ma interpretabili dai computer solo in possesso del software necessario.
Da queste considerazioni Hiro matura la consapevolezza della pericolosità di questo Virus per tutte le persone del mondo, ed in particolare per gli hacker, e decide di dare battaglia sino alla fine a L. Bob Rife.

## Personaggi
- Hiroaki "Hiro" Protagonist — Come suggerisce il nome, è l'eroe protagonista del romanzo, un hacker freelance ed agente della CIC (Central Intelligence Corporation), impiegato dal franchise della Mafia come fattorino per la consegna delle pizze a causa di problemi economici, inoltre è un samurai esperto nell'uso del katana, soprattutto nel Metaverso.
- Y.T. (Yours Truly) — è una ragazza skater di 15 anni, che sul suo skateboard ultra tecnologico lavora come fattorino per una compagnia chiamata RadiKS, sarà la "partner" di Hiro, lo aiuterà in diverse circostanze della storia, in pratica è quasi una coprotagonista.
- Juanita Marquez — La ex fidanzata di Hiro, anche lei è una hacker, lavorò con Hiro e Da5id allo sviluppo del Metaverso, sposò e poi divorziò da Da5id.
- Da5id Meier — ricco programmatore e co-creatore dell'elite-club "Il Sole Nero" nel Metaverso.
- L. Bob Rife — Magnate della comunicazione e proprietario della più grande rete mondiale a fibre ottiche (in pratica padrone del Metaverso) seguendo le proprie mire di espansione e guadagno incomincia a studiare il metavirus Snow Crash e costituisce, comperando una portaerei americana, un immenso complesso galleggiante formato da decine di imbarcazioni legate tra loro chiamato il Raft sul quale imbarca profughi da ogni parte del mondo.
- Dmitri "Raven" Ravinoff — Guerriero Aleuta, killer professionista, è in grado di costruire coltelli di vetro dalla punta affilata a livello molecolare.
- Lagos — Ricercatore che scopre e studia l'origine del metavirus chiamato poi Snow Crash .
- Zio Enzo — Capo della Mafia e di altre aziende quali i franchise di Nuova Sicilia e CosaNostra Pizza.
- Mr. Lee — Capo della Super HongKong di Mr.Lee, un franchise del quale Hiro ha il "passaporto", e dove cercherà più volte aiuto.
- Ng — Capo della "Ng Security Industries", gravemente menomato da un incidente d'elicottero in Vietnam, aiuterà i protagonisti ad indagare, anche grazie alle sue numerose invenzioni super tecnologiche.
- Il Bibliotecario — Un software complesso ma non di intelligenza artificiale, in pratica un assistente in 3 dimensioni scritto da Lagos, serve per cercare e collegare tra loro le informazioni sul metavirus Snow Crash, all'interno della immensa biblioteca elettronica della CIC.
- Vitaly Chernobyl — Compagno di stanza di Hiro, con cui condivide una camera di 7x10 metri in un D-Posit vicino all'aeroporto di Los Angeles (LAX). È anche il cantante della fuzz-grunge band "Vitaly Chernobyl and the Meltdowns".
- Sushi K — un rapper giapponese.
- Occhio di Pesce — Membro della Mafia con un occhio di vetro, Occhio di pesce è il suo soprannome; tutti i membri della Mafia ne hanno uno.
- Bruce Lee — Leader di una gang di pirati del Raft.

## Edizioni
- Neal Stephenson, Snow Crash, Bantam Spectra, 1992,  p. 440, ISBN 0-553-08853-X. Prima edizione americana.
- Neal Stephenson, Snow Crash, traduzione di Paola Bertante, ShaKe, 1995.
- Neal Stephenson, Snow Crash, traduzione di Paola Bertante, ShaKe, aprile 2000,  p. 413, ISBN 88-86926-19-7. Quarta edizione italiana

- Neal Stephenson, Snow Crash, traduzione di Paola Bertante, collana 24/7, Biblioteca Universale Rizzoli, giugno 2007,  p. 551, ISBN 978-88-17-01682-7. Quinta edizione italiana